# Coloeus dauuricus

Corvus dauuricus - (MHNT)

La grajilla oriental (Coloeus dauuricus) es una especie de ave paseriforme de la familia Corvidae propia de Asia oriental. Está estrechamente relacionada con la grajilla occidental (Corvus monedula). El nombre científico deriva de la región de Dauria en Rusia oriental.

## Distribución y hábitat
Se distribuye desde el sur de Siberia oriental hasta el sur de Mongolia y gran parte de China. En el norte de su área de distribución migra hacia el sur durante el invierno. Es un raro visitante durante el invierno en Corea y Japón, y un vagabundo en Taiwán, además hay registros de avistamientos en Europa Occidental. Habita en bosques abiertos, valles fluviales, montañas y montes.

## Comportamiento
Es una especie sociable que se encuentra frecuentemente en asociación con otros córvidos.
Se alimenta de semillas, insectos, frutos, huevos y carroña.